# Viksbergsträsket
Viksbergsträsket eller Viksberginjärvi är en sjö i Borgå stad i Finland.   Den ligger i landskapet Nyland, i den södra delen av landet, 50 km nordost om huvudstaden Helsingfors. Viksbergsträsket ligger 19,9 meter över havet. I omgivningarna runt Viksbergsträsket växer i huvudsak blandskog. Arean är 63,1 hektar och strandlinjen är 4,42 kilometer lång. Sjön  ingår i Illbyåns huvudavrinningsområde. 